# Севастьянов, Пётр Андреевич
Пётр Андреевич Севастьянов (31 декабря 1887 — 6 мая 1942) — советский военачальник, участник 1-й мировой, Гражданской (Восточный фронт, Монгольская экспедиция) и Великой Отечественной войн. Генерал-майор танковых войск (1940).

## Биография

### Начальная биография
Родился 31 декабря 1887 года в селе Долгое Должанской волости Крапивенского уезда Тульской губернии (Киреевский район, Тульская область).
Окончил 4 класса Тульского городского училища (1903), 4 класса Тульской духовной семинарии (1908).
Беспартийный. Ученая степень — ассистент (1939).
Образование: Окончил Чугуевское военное училище (1915), КУВНАС при Военной академии им. М. В. Фрунзе (1926).

### Служба в Русской Императорской Армии
С октября 1909 года по декабрь 1910 года — вольноопределяющийся, затем унтер-офицер в 37-м Екатеринославском полку (Нижний Новгород). С августа 1914 года — унтер-офицер, командир взвода в 9-м пехотном Ингерманладском полку. С ноября 1914 года по май 1915 года — юнкер Чугуевского военного училища. С мая 1915 года — младший офицер, командир роты, прапорщик, поручик в 9-м пехотном Ингерманладском полку 3-й пехотной дивизии.

### Служба в Красной армии
С сентября 1918 года — командир роты деревенской бедноты Тульского уездного военкомата.
С марта 1919 года — командир роты, с сентября 1919 года — командир батальона 309-го стрелкового полка 35-й стрелковой дивизии (Восточный фронт).
С ноября 1919 года — помощник командира 309-го стрелкового полка. С февраля 1920 года — командир 309-го стрелкового полка.
С февраля 1921 года — командир 312-го стрелкового полка 35-й стрелковой дивизии. С октября 1922 года — командир 104-го стрелкового полка 35-й стрелковой дивизии (Иркутск). С июля 1923 года — помощник командира 35-й стрелковой дивизии.
С сентября 1923 года — помощник командира 81-й стрелковой дивизии (Калуга).
С декабря 1924 года — помощник командира 84-й стрелковой дивизии (Тула).
С сентября 1925 года по август 1926 года — слушатель Курсов усовершенствования высшего начсостава (КУВНАС) при Военной академии РККА им. И. В. Фрунзе.
С августа 1926 года — помощник командира 84-й стрелковой дивизии (Тула). С ноября 1932 года в распоряжении ГУ РККА.
С 29 марта 1933 года (и на апрель 1940 года) — преподаватель кафедры тактики АБТВ Военной академии механизации и моторизации РККА им. И. В. Сталина.
На момент смерти был Начальником кафедры тактики Военной академии механизации и моторизации РККА им. И. В. Сталина.
Умер от сыпного тифа 6 мая 1942 года в Ташкенте.

## Награды
- Орден Красного Знамени ((№ 1777, Приказом РВСР № 19 от 1922))[3],
- Медаль «XX лет РККА» (23.02.1938).

## Воинские звания
- полковник (Приказ НКО № 2509 от 04.12.1935),
- комбриг (Приказ НКО № 01801 от 26.04.1940),
- генерал-майор т/в (4.6.1940)[4].

## Память
- На могиле установлен надгробный памятник.
- Имя воина увековечено в Главном Храме Вооружённых сил России, и навсегда запечатлено на мемориале «Дорога памяти» [5]